# Luther Vandross
Luther Vandross (20. dubna 1951 – 1. července 2005) byl americký zpěvák. Na střední škole byl členem skupiny Shades of Jade. Studoval na Západomichiganské univerzitě, ale po jednom roce se rozhodl odejít a věnovat se naplno hudební kariéře. Profesionální kariéru zahájil jako vokalista na nahrávkách i koncertech různých hudebníků, včetně anglického zpěváka Davida Bowieho (je rovněž spoluautorem jeho písně „Fascination“). Své první album, které dostalo název Luther, vydal v roce 1976 za doprovodu stejnojmenné skupiny. Za doprovodu této skupiny vydal ještě desku This Close to You (1977). Své první sólové album Never Too Much vydal roku 1981. Následovala řada dalších alb.
Nikdy se neoženil a neměl žádné děti. Řadu let se média zabývala jeho sexualitou, on sám však skutečnost nikdy neprozradil. Měl problémy s cukrovkou a hypertenzí. V roce 2003 utrpěl cévní mozkovou příhodu a později byl v kómatu. Později se vrátil k veřejnému vystupování, ale v roce 2005 ve věku 54 let zemřel.